# Unterfarbenreduktion
Unterfarbenreduktion, häufig auch mit dem englischen Begriff Under Color Removal (UCR) bezeichnet, ist ein Verfahren, das bei der Separation digitalisierter Bilddaten im CMYK-Farbraum für den späteren Vierfarbendruck verwendet wird. Gängige Bildbearbeitungsprogramme übernehmen diese Aufgabe automatisch.
Primär- und Sekundärfarben, also solche die nur aus einer oder zwei der Grundfarben bestehen, sind davon nicht betroffen. Allein bei Tertiärfarben, die sich aus allen drei Grundfarben zusammensetzen, kann man die dabei entstehende Verschwärzlichung der Mischfarbe durch reines Schwarz ersetzen. Um ein mittleres Grau zu drucken, braucht es ohne UCR erhebliche Mengen der drei Grundfarben, oder eben, mit UCR, ausschließlich Schwarz.
Der Begriff Unterfarbenreduktion leitet sich davon ab, dass in einer Mischfarbe aus Cyan, Magenta und Gelb, der gemeinsame, untere Anteil reduziert wird, maximal bis zur völligen Ersetzung der Grundfarbe mit dem geringsten Anteil:

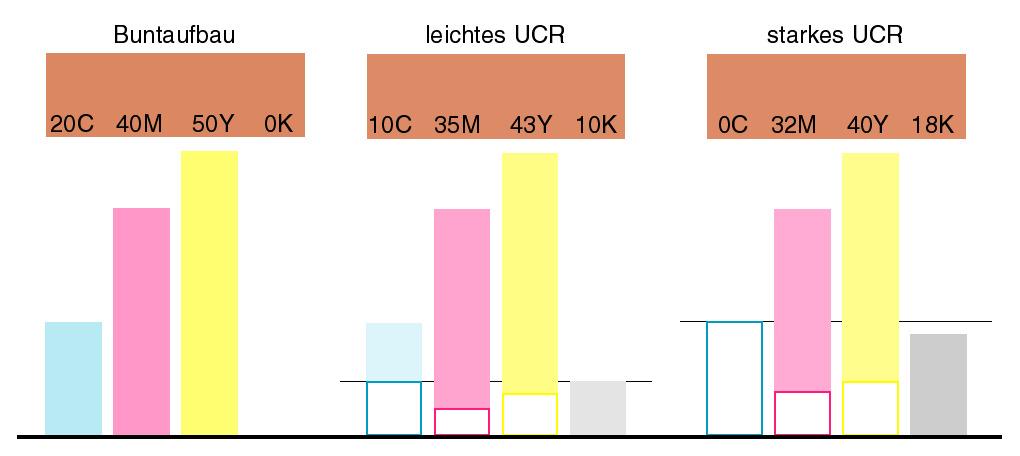
UCR

Aus den realen Anteilen in der Grafik ist zu erkennen, dass das Verfahren nicht trivial ist, da immer ein neutraler, wie reines Schwarz wirkender Teil der ursprünglichen Mischung zu entnehmen ist, der dann durch Schwarz ersetzt werden kann. In allen 3 Buntfarben 10 % zu entnehmen würde eben erfordern, auch die Farbe 10%C 10%M 10%Y zu ersetzen, was aber mit reinem Schwarz nicht machbar ist, da es in der Regel eher ein Beige ist. Somit ist der Anteil der zu entnehmenden Buntfarben immer von der Grauachse des betreffenden Druckverfahrens abhängig. Bei der Farbseparation eines Bildes mittels CMYK ICC-Profil ist die Art und Stärke des UCR oder GCR fest implementiert und kann nicht geändert werden.
Obwohl im Vierfarbdruck vier Farben mit einem Anteil von jeweils 0-100 % (also max. 400 %) zur Verfügung stehen, erfolgt ein maximaler Farbauftrag in der Praxis abhängig vom Material nur im Bereich von etwa 240 % bis 340 % bei Kunstdruckpapieren, höhere Werte sind durch die Unterfarbenreduktion nicht nötig und würden evtl. auch nur Probleme bei der Trocknung der Farbe oder der Weiterverarbeitung der Drucksache (Farbabrieb) verursachen. Werden die Druckerzeugnisse noch gefalzt, kann zu hoher Farbauftrag zu Rissen in der Farbe führen.
Die Unterfarbenreduktion lässt sich nicht rückgängig machen und kann für weitere Bildbearbeitung, insbesondere für Farbveränderung problematisch sein. Deshalb sollte sie erst im letzten Arbeitsschritt, nach allen (farblichen) Retuschen, erfolgen.
Ein häufiges Missverständnis im Zusammenhang mit UCR beruht auf der nicht einheitlichen Bezeichnung im deutschen und englischen Sprachgebrauch. Die deutsche 'Reduzierung' lässt Abstufungen zu, das englische 'removal', übersetzt als 'Entfernung' oder 'Entnahme', impliziert eher eine komplette Ersetzung der untersten Farbe.
Siehe auch: Unbuntaufbau, Buntaufbau, Offsetdruck